# 7 Ирида
7 Ирида е голям астероид от основния пояс. Сред астероидите от S-тип се нарежда пети по геометричен среден диаметър след 15 Евмония, 3 Юнона, 29 Амфитрита, 532 Херкулина.
Неговаат светла повърхност и малката му дистанция от слънцето правят Ирида четвъртия най-блестящ обект в астероидния пояс след 4 Веста, 1 Церера и 2 Палада. Има главен опозиционен магнитуд +7,8 сравним с този на Нептун и може лесно да бъде видян с бинокъл от повечето опозиции. В редки случаи близо до перихелия си Ирида може да достигне магнитуд от +6,5, който е толкова ярък, колкото Церера изобщо може да достигне, и съобщенията че може да бъде видян без оптическа помощ са непроверени.

## Откриване и име
Той е седмият открит астероид на 13 август 1847 от Дж. Р. Хинд в Лондон. Това е първият астероид, открит от Хинд.
Ирида е наречен на Ирида, богинята на дъгата в древногръцката митология, сестра на харпиите и пратеник на боговете, по-специално на Хера. Нейното качество да придружава Хера е било подходящо за условията на откриване, той е бил засечен да следва 3 Юнона (Юнона е еквивалент на Хера в римската митология) на по-малко от час от издигането ѝ.